# 비상품화
비상품화는 경제 주체인 가계가 시장경제 활동에 참여하지 않고도 적절한 생활수준을 유지할 수 있는 정도를 나타내기 위해 덴마크의 사회학자 요스타 에스핑 안더르슨이 제시한 개념이다. 복지 국가에서 시장의 영향력을 억제하는 공적부조의 정도를 측정하기 위한 척도로, 사회의 발전이 부와 고용, 복지 프로그램을 위한 과세기반을 창출하는 민간 경제활동에 절대적으로 의존한다는 사실을 가려내는 데 용이하다.  

## 참고자료
- jelle, visser (2003년 11월 20일). 《네덜란드의 기적》.